# Grupo Compay Segundo
El grupo Compay Segundo est un groupe musical cubain créé en 2003 après la mort de Compay Segundo par son fils Salvador Repilado Labrada (né en 1947).

## Histoire

### Compay Segundo y Sus Muchachos(1953-1960)
Après avoir quitté en 1953 le groupe Los Compadres qui a lancé sa carrière, Compay Segundo joue en trio avec Enrique Coquet et Adolfo Peñalver, puis retrouve la scène en 1956 avec son nouveau quartet Compay Segundo y Sus Muchachos. Son succès n'est pas durable, et avec la révolution cubaine en 1960, il doit abandonner la musique pour un emploi de « tabaquero » (rouleur de cigares) à la fabrique H. Upmann de La Havane.

### Cuarteto DaiquirietCuarteto Patria(1970-1992)
En 1970 après son départ à la retraite, Compay Segundo retourne à Santiago de Cuba où il crée le Cuarteto Daiquiri. Il joue avec le Cuarteto Patria, qu'il rejoindra à l'invitation d'Eliades Ochoa, et sa participation en 1988 au festival organisé par le Smithsonian Institute de Washington et le musicologue cubain Danilo Orozco va lancer sa carrière internationale.

### Compay Segundo y Su Grupo(1992-2003)
Après une résidence en Espagne en 1990, il reforme son quartet qui devient Compay Segundo y Su Grupo en 1992 avec Benito Suárez (guitare et troisième voix), Julio Fernández Colina (première voix et maracas), et son fils Salvador Repilado Labrada à la contrebasse et aux chœurs.
Cette formation participe en 1994 et 1995 aux deux premières Rencontres du Són et du Flamenco de Séville, puis commence une tournée internationale.
Le succès du projet Buena Vista Social Club en 1998 renforce encore la notoriété de Compay Segundo. Plusieurs changements de musiciens interviennent avec l'arrivée de Hugo Garzón Bargalló (première voix et maracas) qui vient de participer au Buena Vista, de Rafael Fournier Navarro (congas) en 1998, et d'un trio de clarinettes de l'Orquesta sinfonica nacional de Cuba en 1999 (Haskell Armenteros Pons, Rafael Inciarte Rodriguez, Rosendo Nardo). Basilio Repilado (en) (1944-2013), le deuxième fils de Compay, intègre ensuite le groupe (deuxième voix), suivi d'Erenio Almonte (guitare). Plus tard arrivent Félix « Chiquitico » Martínez Montero, laudista du groupe de la chanteuse cubaine Celina González, et Nilso Arias Fernández, guitariste de Barbarito Torres, (deuxième guitare).

### Grupo Compay Segundo(depuis 2003)
En 2003, après la mort de Compay Segundo, son fils contrebassiste Salvador Repilado décide de perpétuer le groupe qui devient El grupo Compay Segundo. Ils continuent les enregistrements et les tournées internationales, avec une prédilection pour la France où se situent leurs producteurs.
Lorsque le groupe n'est pas en tournée, il continue à se produire à La Havane au salon 1930 de l'Hôtel Nacional, ou au café du Melía Cohíba.

## Membres du groupe (2016)
- Salvador Repilado Labrada (direction et contrebasse)[4]
- Rafael Inciarte Rodríguez (direction musicale et clarinette)
- Félix Martínez Montero (armónico et chœurs)
- Hugo Garzón Bargalló (première voix et maracas)
- Nilso Arias Fernández (deuxième voix et guitare)
- Haskell Armenteros Pons (clarinette)
- Rafael Inciarte Cordero (clarinette basse)
- Rafael Fournier Navarro (percussions et chœurs)
- Yoel Matos Rodriguez (guitare et chœurs)

## Discographie
Compay Segundo y Sos Muchachos : 
- 1956 : Mi Són Oriental
- 1996 : Yo vengo aquí, GASA / Dro East West Spain (Warner)
- 1998 : Lo Mejor de la Vida, Grabaciones Accidentales
- 1999 : Calle Salud, Grabaciones Accidentales
- 2000 : Las Flores de la Vida, GASA / Dro East West
- 2002 : Duets (anthologie des duos de Compay Segundo)

Grupo Compay Segundo :
- 2004 : Cien Años Compay
- 2005 : Siempre Compay, Unicornio
- 2007 : Cuba, 100 años Compay : B.I.P., Hv-Com, MGO, Sunset ; distribution Harmonia Mundi SA141260
- 2014 : Compay Son, con pasion : B.I.P., Hv-Com, MGO, Playasound ; distribution Harmonia Mundi PS66430
- 2022 : Vivelo

Participations :
- 2004 : Joan Manuel Serrat, Cuba le canta a Serrat, Como un gorrión, Discmedi
- 2014 : sur l'album Compay Son, con pasion, duo "Cae la Nieve" avec Salvatore Adamo et duo "Hasta Siempre Commandante" avec Cali